# Запотичная, Юлия Ивановна
Юлия Ивановна Запотичная (род. 12 июля 1989, Ростов-на-Дону) — российская футболистка, защитница. Выступала за сборную России.

## Биография
В детские годы занималась дзюдо и стрельбой. С 12-летнего возраста стала заниматься футболом в ростовской команде «Юнона», первый тренер — Оксана Эдуардовна Акулова.
На взрослом уровне начала выступать в 2006 году в московской команде «Чертаново», затем играла за ростовский СКА и «Ладу» (Тольятти). В 2010—2012 годах выступала за воронежскую «Энергию», в её составе становилась серебряным (2010) и бронзовым (2011/12) призёром чемпионата России, финалисткой Кубка России (2010), принимала участие в матчах еврокубков.
С 2012 года выступала за «Дончанку» (Азов), сыграла 29 матчей в высшей лиге (2012/13 и 2017) и несколько лет выступала в первой лиге. Становилась победительницей и призёром первого дивизиона России. Признавалась лучшим игроком первого дивизиона в 2015 году. Во время игры за «Дончанку» также работала детским тренером.
В сезоне 2018 года выступала за московский «Локомотив». В дебютном сезоне была признана лучшим игроком сезона по версии болельщиков. В 2019 году вернулась в «Дончанку». 3 февраля 2020 года подписала контракт с новообразованной командой «Зенит» из Санкт-Петербурга. В 2021 году перешла в «Ростов». На конец сезона 2023 вместе с Лилией Мызниковой провела больше всего матчей за «Ростов» (70 в Чемпионате и 4 в Кубке за 3 сезона), после чего покинула «Ростов» и перешла в «Рязань-ВДВ».
Выступала за юниорскую сборную России. В 2011 году вызывалась в национальную сборную, где провела два матча. Дебютный матч сыграла 21 сентября 2011 года против Польши.